# Hermeto José Pinheiro
Dom Hermeto José Pinheiro (Traipu, 28 de agosto de 1870 — Uruguaiana, 3 de novembro de 1941) foi um bispo católico brasileiro. Foi o primeiro bispo de Uruguaiana.
Com 13 anos entrou no Seminário de Olinda, no estado de Pernambuco. Foi ordenado sacerdote em 21 de dezembro de 1895, e eleito bispo no ano de 1911. Sua ordenação episcopal aconteceu no dia 17 de março de 1912, na Matriz de Boa Vista, no Recife, onde era vigário, e assumiu como lema de vida episcopal: In Te Domini Speravi.
Tomou posse na Diocese de Uruguaiana no dia 19 de maio de 1912, permanecendo à frente da mesma por 29 anos. Faleceu no dia 3 de novembro de 1941, em Uruguaiana, aos 71 anos.
Dom Hermeto foi o “organizador” da Diocese de Uruguaiana, tendo um árduo trabalho: quando chegou na diocese, encontrou 12 Paróquias, 3 curatos e apenas cinco padres. Passados vinte e cinco anos, contava com 27 Paróquias, 78 capelas e 25 padres seculares.